# Antiquarium del parco archeologico di San Leucio
L'antiquarium del parco archeologico di San Leucio è uno spazio espositivo annesso all'omonimo sito archeologico a Canosa di Puglia, aperto al pubblico il 19 luglio 2008 alla presenza del sindaco di Canosa Francesco Ventola, degli assessori alla giunta comunale e dell'onorevole Raffaele Fitto. La struttura è composta da due piani comunicanti:
- piano terra; vi sono ospitati i capitelli figurati trovati nella campagna di scavo delle Università degli Studi di Roma, Bari e Foggia, i piedi di un telamone del tempio di San Leucio, una ricostruzione in plastico del tempio greco dedicato alla dea Minerva;
- primo piano; diverse bacheche ospitano i reperti archeologici ritrovati nella campagna di scavo.

Arricchiscono il museo le schede sulle diverse campagne di scavo, sulla relazione tra Canosa e la Magna Grecia e sulla relazione tra il sito archeologico di San Leucio ed altri relativi al comune.